# Burk (Bautzen)
Burk, obersorbisch Bórkⓘ, ist ein Ort in der Oberlausitz und seit 1973 Ortsteil von Bautzen. Das Ortsteilgebiet erstreckt sich am Ostufer der Talsperre Bautzen entlang der Bundesstraße 156 und gehört zum offiziellen sorbischen Siedlungsgebiet in Ostsachsen. Burk hat etwa 330 Einwohner.
1936 wurden die Dörfer Malsitz, Nimschütz und Oehna nach Burk eingemeindet. Die Ruinen der beiden erstgenannten Siedlungen befinden sich heute auf dem Grund der Talsperre. 1973 kamen Burk und Oehna zu Bautzen.

## Geschichte
Neben Niederkaina befindet sich in Burk die zweite im europäischen Maßstab bedeutende und in der Vorgeschichtsforschung sehr bekannte archäologische Fundstätte auf dem Stadtgebiet Bautzens. Beide Fundstätten der benachbarten Ortsteile lassen sich aber auch als Einheit betrachten. Hier wurden Funde aus allen Siedlungsperioden der Oberlausitz sichergestellt. Die Nekropole hat den Beinamen „Totenstadt Burk“ erhalten. Auf dem Basankwitzer Feldhügel ist ein bronzezeitlicher Schalenstein erhalten, in dem vermutlich Fruchtbarkeitsopfer erbracht wurden. Außerdem wurden 60.000 Feuersteinsplitter gefunden.
Der Ort wurde 1225 erstmals als Herrensitz Borc erwähnt. Der Ortsname stammt vom altslawischen Wort bor für „Kiefer“ oder auch „Nadelwald“. Im Jahre 1283 ist ein Thietmar de Bork Landvogt von Bautzen.
Am zweiten Tag der Schlacht bei Bautzen war die Burker Höhe Beobachtungsplatz von Napoleon.

## Bevölkerung und Sprache
Für seine Statistik über die sorbische Bevölkerung in der Oberlausitz ermittelte Arnošt Muka in den achtziger Jahren des 19. Jahrhunderts eine Bevölkerungszahl von 138 Einwohnern; davon waren 119 Sorben (86 %) und 19 Deutsche. Der Sprachwechsel zum Deutschen erfolgte überwiegend in der ersten Hälfte des 20. Jahrhunderts. Ernst Tschernik zählte 1956 in der Gemeinde Burk mit Malsitz, Nimschütz und Oehna einen sorbischsprachigen Bevölkerungsanteil von nur noch 28,9 %.
Durch die Einrichtung einer Asylbewerberunterkunft im örtlichen Spree-Hotel im Jahr 2014 stieg die Bevölkerungszahl des Ortes vorübergehend von 330 auf über 600, gleichzeitig sank das Durchschnittsalter merklich.

## Wirtschaft und Infrastruktur
Das Schullandheim Bautzen ist im ehemaligen Schulgebäude der Dörfer Burk und Malsitz untergebracht.
In Bautzen-Burk befindet sich eine Bauschuttrecyclinganlage.

## Belege
1. ↑  Friedrich Lehmann: Wanderwege durch die Oberlausitz. VEB Domowina Verlag Bautzen, 1. Auflage, 1981, S. 193–195
2. ↑  Ernst Eichler/Hans Walther: Ortsnamenbuch der Oberlausitz. Akademie-Verlag, Berlin 1975.
3. ↑  Ernst Tschernik: Die Entwicklung der sorbischen Bevölkerung. Akademie-Verlag, Berlin 1954, S. 50.
4. ↑  Ludwig Elle: Sprachenpolitik in der Lausitz. Domowina-Verlag, Bautzen 1995, S. 244.